# Уланка

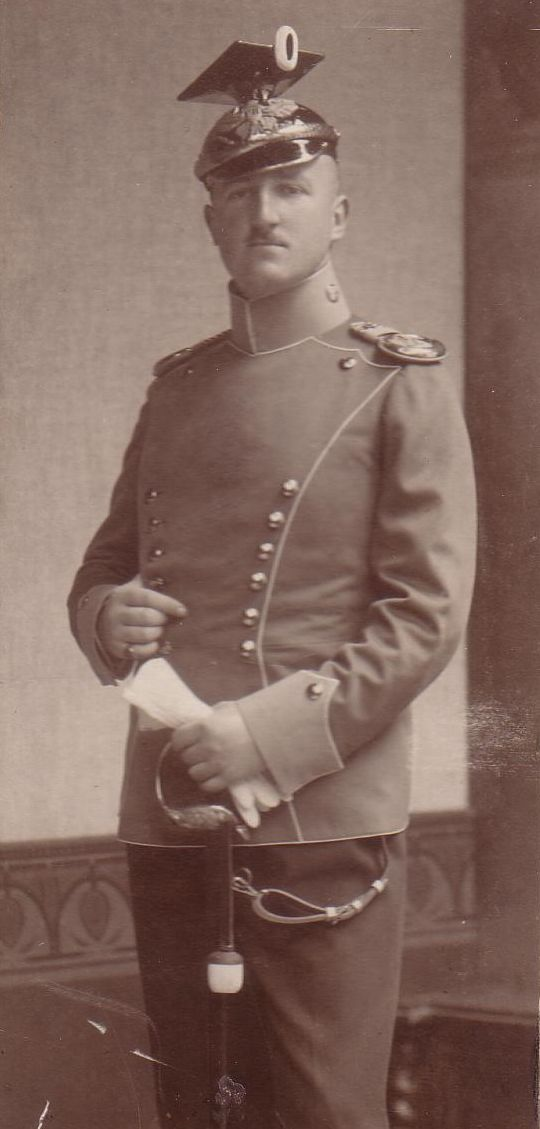
Улан в уланці

Уланка (нім. Ulanka) — верхня частина уніформи уланів. Вирізняється пластроном (нагрудником) з двома рядами ґудзиків по боках. Також уланкою могли називати головний убор уланів.
Уланки були запроваджені у Пруссії у 1853 році, згодом поширилися в деяких інших арміях, зокрема австро-угорській, в якій теж були підрозділи уланів. В німецькій армії використовувалися до закінчення Першої світової війни.
В наш час уланки є частиною уніформи музикантів двох уланських полків британської армії.
Також був зимовий варіант уланки — пельцуланка (нім. Pelzulanka), підшита хутром ягнят. Її вдягали поверх уланки і в обидва руками, або просто накидали на одне плече.

## Уланка в російській армії
В російській армії уланкою звали тільки зимовий варіант — те що в австро-угорськой було пельцуланкою, тоді як звичайний мундир улан звався напівкаптаном, а ще раніше курткою. Ця уланка, або зимовий напівкаптан, була введена 21 квітня 1858 року для носіння генералами та офіцерами; кольором, кроєм, облямівкою, погонами, погончиками та ґудзиками вона збігалася зі звичайним напівкаптаном, але мала і відмінності, а саме: відкидний плюшевий комір одного кольору з лацканами напівкаптана і закругленими кінцями, який міг застібатися одним чи двома гачками. В Бугському, Одеському, Чугуївському та Білгородському уланських полках на кінцях коміра розміщувались темно-сині, з червоною облямівкою і ґудзиком, клапани, такі самі як і на комірах плащів, в інших полках таких клапанів не полагалось. В нижній шов коміра ушивались шнури схожі на ментішкетни шнури гусарських ментіків; вони могли бути золотими чи срібними, в залежності від приборного кольору, застібались ззаду на бретналь. Закарваши також обшивались плюшем, такого самого кольору, як і комір; у генералів, штаб-офіцерів і обер-офіцерів уланських гвардійських полків верхній край обшивався ґалуном, обер-офіцери армійських уланських полків його не мали. На передній частині пол розміщувались дві скошених прорізних кишені. Вся уланка, окрім рукавів, мала плюшеву підкладку такого самого кольору, як у коміру і закарвашей.